# Cima sobrepasada

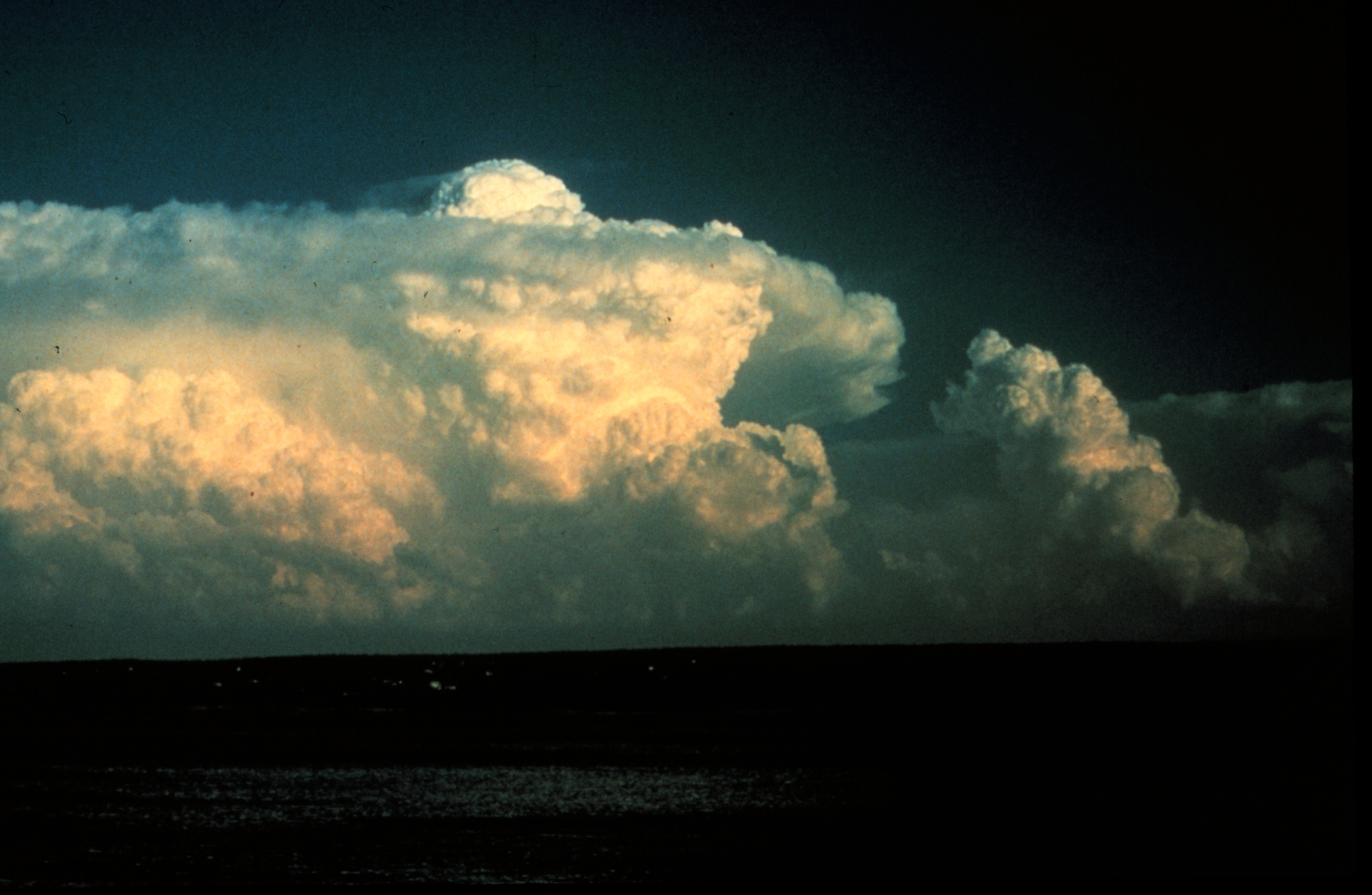
Una cima que sobresale por encima del yunque en la cima de una tormenta

Una cima sobrepasada (o cima penetrada) es una protuberancia en forma de cúpula que se dispara desde la parte superior del yunque de una tormenta hacia la estratosfera inferior. Cuando una cima que se sobrepasa está presente durante 10 minutos o más, es un importante indicativo de que la tormenta es fuerte.

## Formación

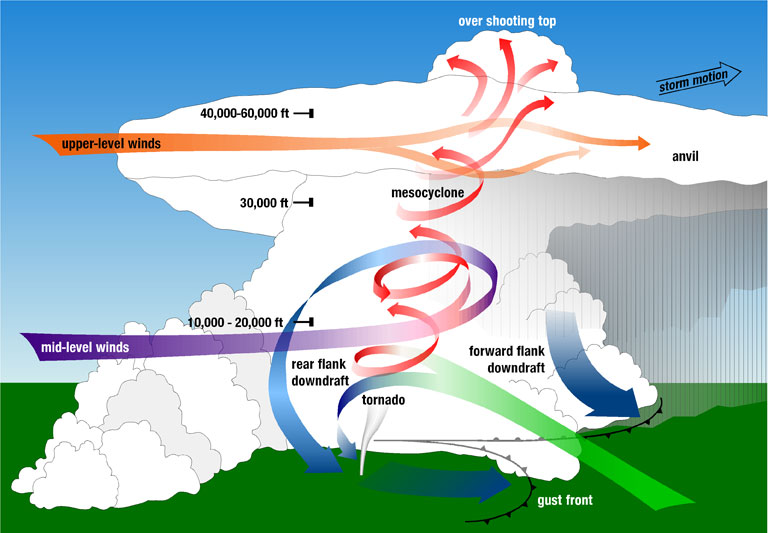
Diagrama de una tormenta supercélula, que muestra la cima que sobresale elevándose por encima de la nube yunque.

Cuando se forma una tormenta, las nubes se acumulan verticalmente en la atmósfera hasta que la corriente ascendente de la tormenta (aire cálido ascendente) alcanza un nivel de equilibrio (EL); el punto donde el aire circundante tiene aproximadamente la misma temperatura o incluso más caliente. Este punto de equilibrio suele estar marcado por la tropopausa. En lugar de continuar ascendiendo hacia la estratosfera, el crecimiento vertical de las nubes se detiene abruptamente y, en cambio, las nubes se extienden horizontalmente, formando una forma de "yunque" encima de la tormenta.
Una cima que se sobrepasa se forma cuando la corriente ascendente de una tormenta, debido al impulso del rápido ascenso y la fuerza del ascenso a través de la capa convectiva libre (FCL), sobresale de su nivel de equilibrio, formando una estructura en forma de cúpula sobre el yunque. Esto puede ocurrir con cualquier nube cumulonimbus cuando la inestabilidad es alta. Mientras que los yunques se forman en el nivel de equilibrio, los picos que se sobrepasan continúan hasta el nivel máximo de parcela (MPL)